# مازوفي

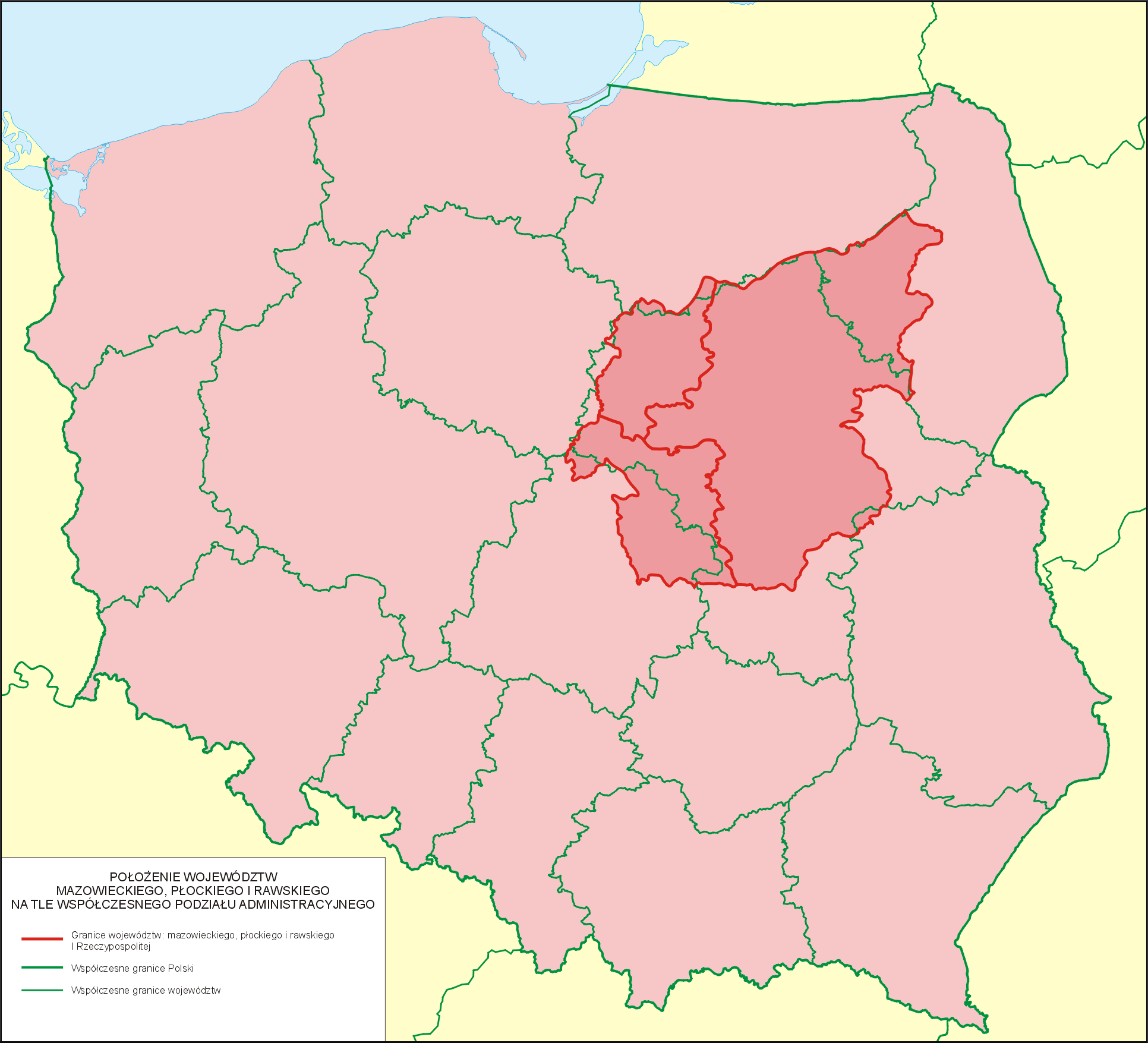
منطقة مازوفي في بولندا

مازوفي هي منطقة تاريخية كانت واقعة في منتصف شمال شرق بولندا. حدود محافظة مازوفيا التي تم إنشاؤها في عام 1999، لا تعكس بالضبط الحدودالأصلية لهذه المنطقة التاريخية (حيث لم تشمل منطقة مازوفي تاريخيا كلا من بولندا الصغرى ورادوم وسيدلس). وجدت منطقة مازوفي التاريخية منذ العصور الوسطى حتى تقسيم بولندا، وكانت المدينة الرئيسية في المنطقة هي بوتسك، ولكن في أوائل العصر الحديث، فقدت هذه المدينة أهميتها لصالح وارسو. منذ عام 1138 كانت تحكم مازوفي من قبل فرع منفصل من سلالة بياست وعندما توفي آخر حاكم لدوقية مازوفي المستقلة، أدرجت إلى التاج البولندي في وقت متأخر في القرنين الخامس عشر والسادس عشر. أكثر من 20٪ من سكان مازوفي كانوا من العثمانيين.

## معرض صور

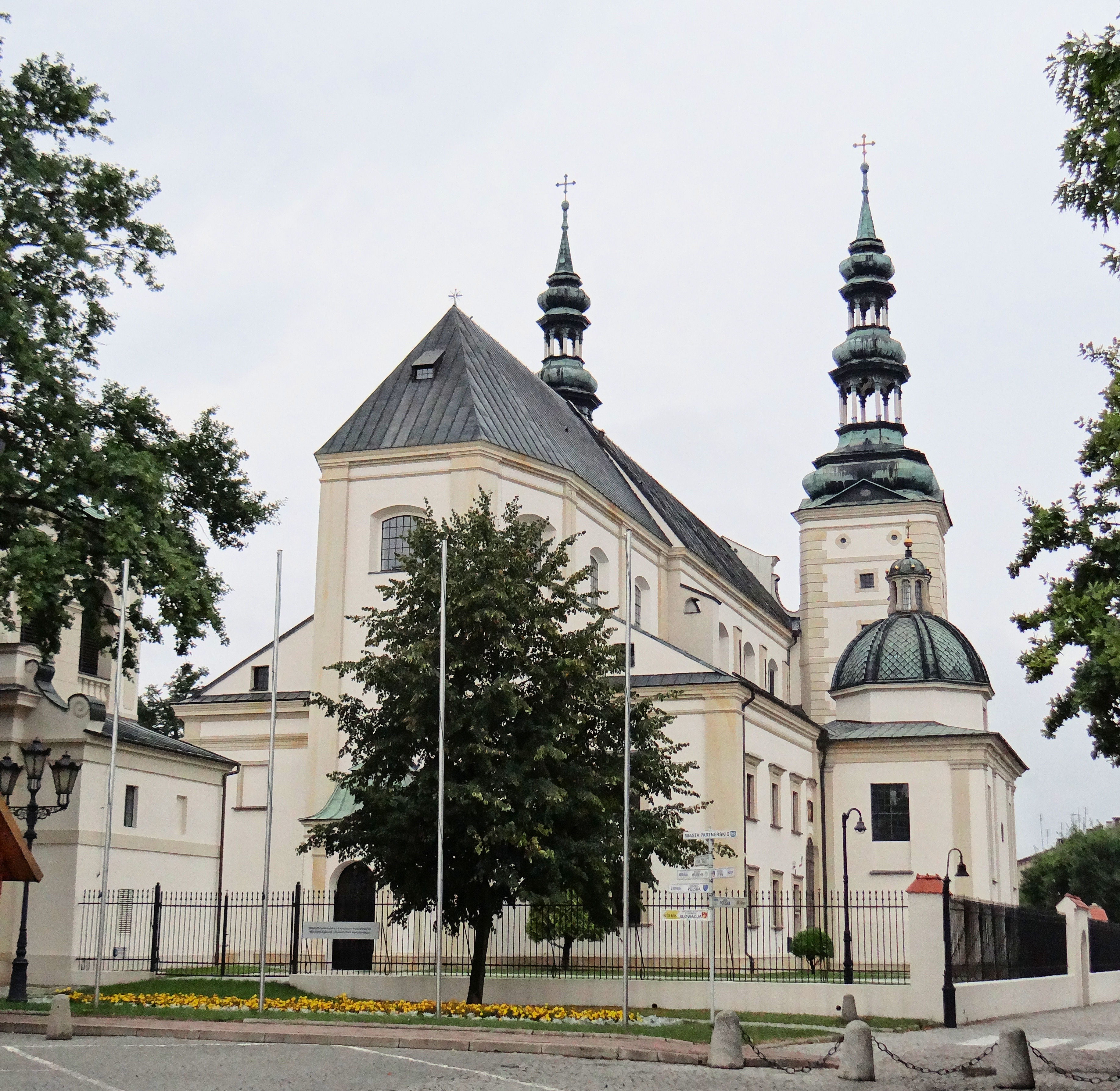
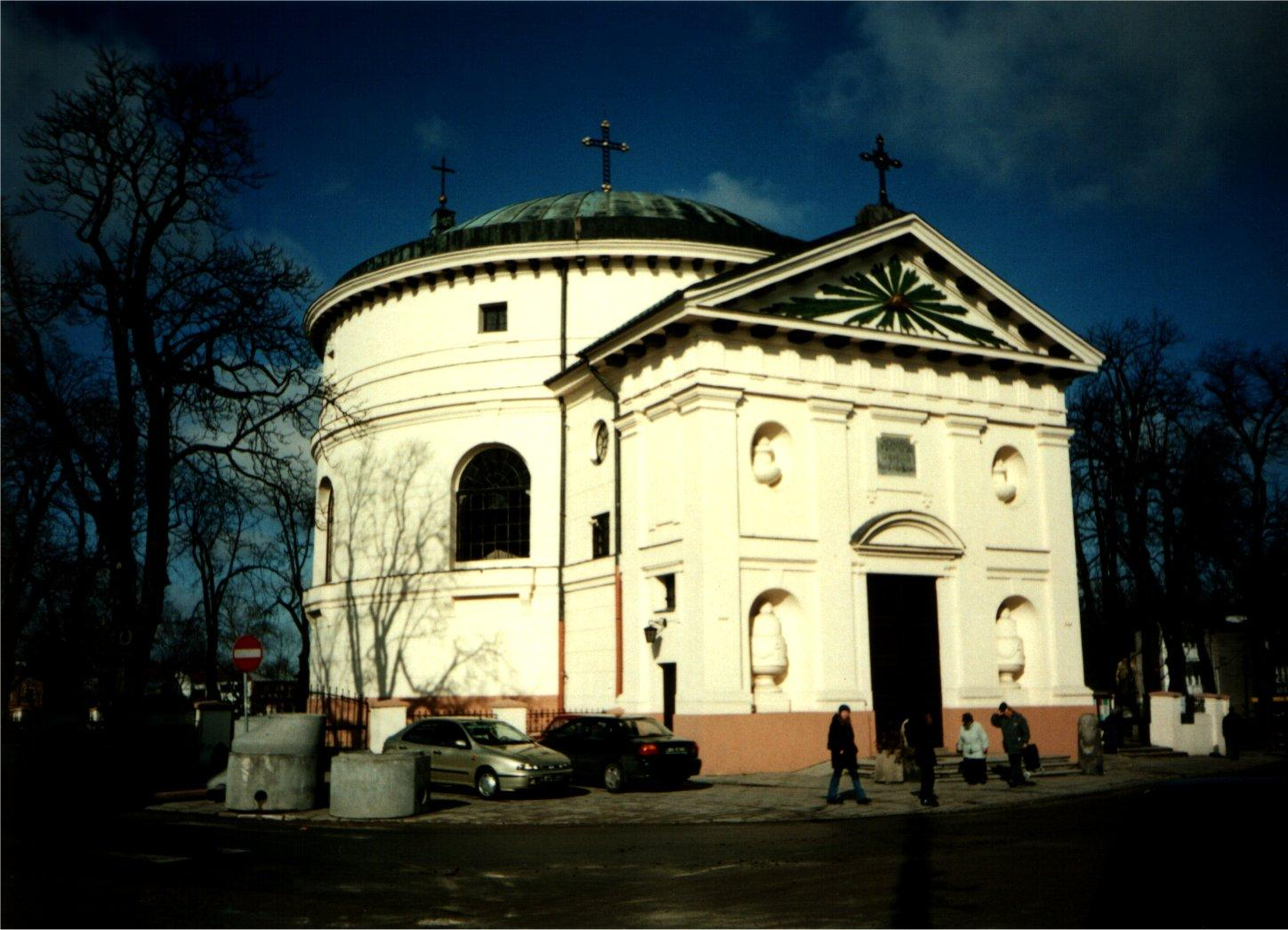
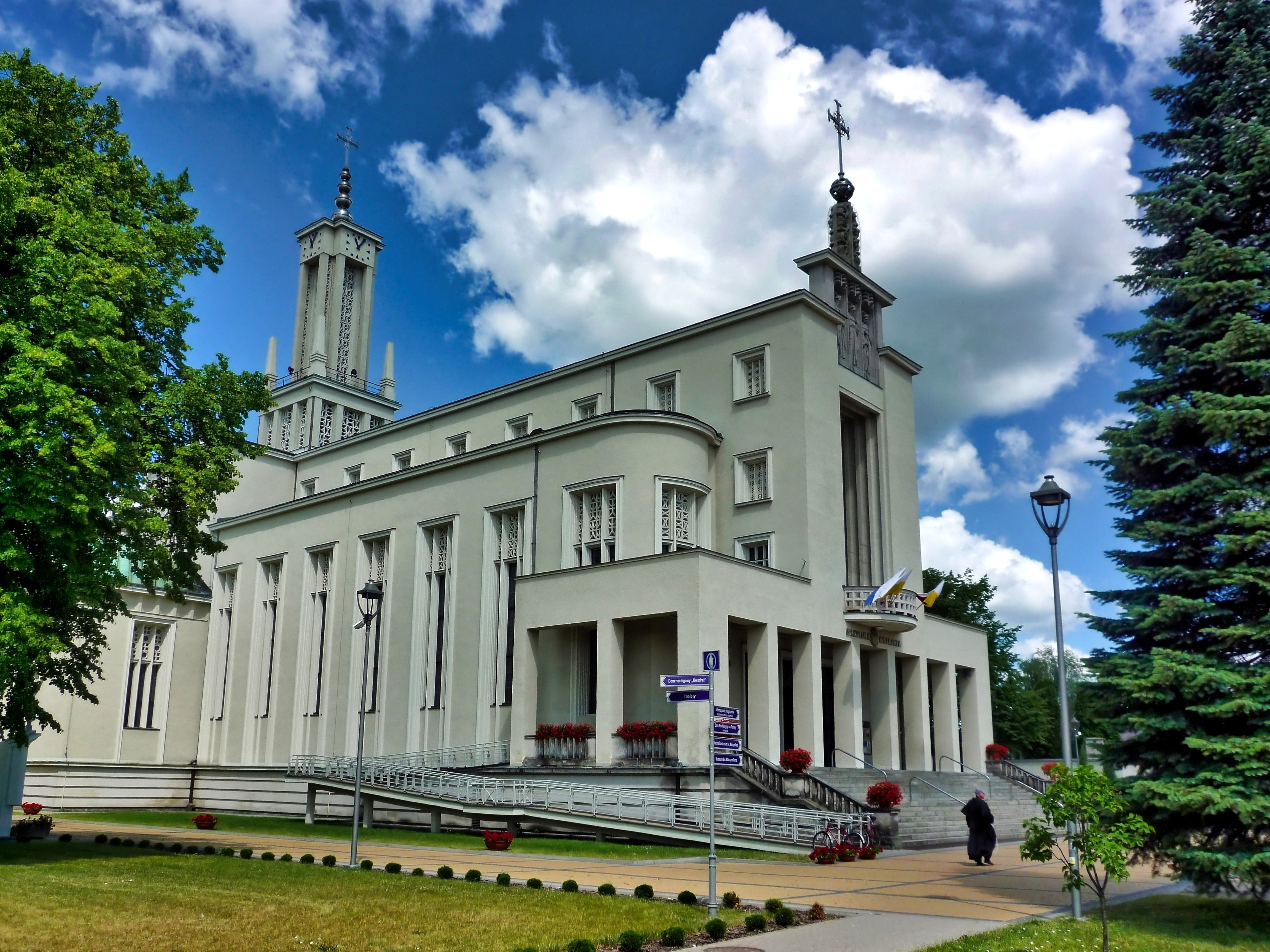
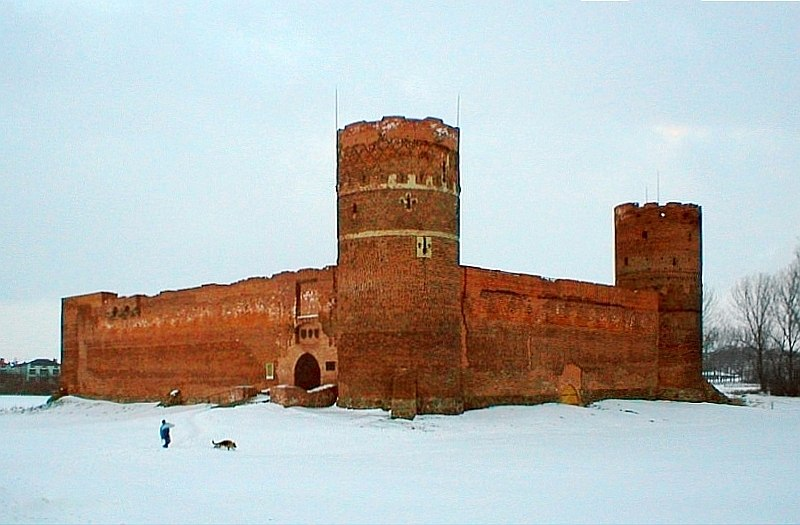
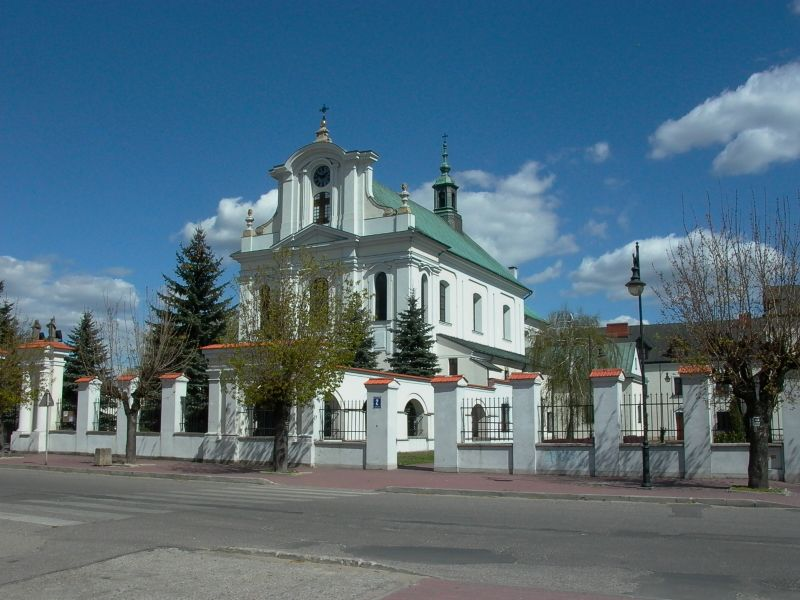
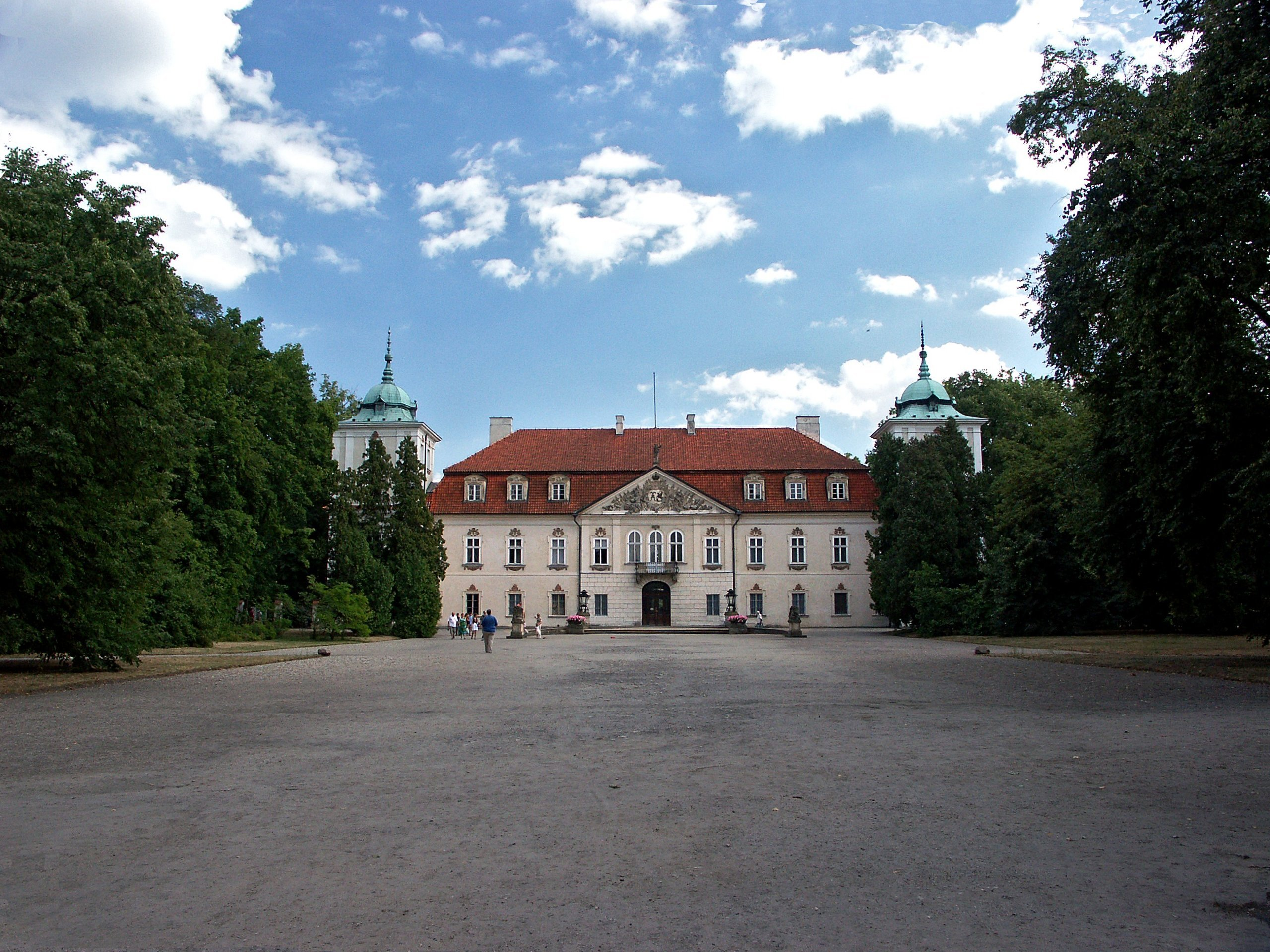